# Odontomyia alini
Odontomyia alini är en tvåvingeart som beskrevs av Lindner 1955. Odontomyia alini ingår i släktet Odontomyia och familjen vapenflugor. Inga underarter finns listade i Catalogue of Life.